# Grantola
Grantola là một đô thị ở tỉnh Varese trong vùng Lombardia, có cự ly khoảng 60 km về phía tây bắc của Milan và khoảng 15 km về phía bắc của Varese. Tại thời điểm ngày 28/2/2007, đô thị này có dân số 1.251 người và diện tích là 2,1 km².
Đô thị Grantola có các frazioni (đơn vị trực thuộc, chủ yếu là các làng) Bellaria, Motta, Montebello, và Vicema.
Grantola giáp các đô thị: Cassano Valcuvia, Cugliate-Fabiasco, Cunardo, Ferrera di Varese, Mesenzana, Montegrino Valtravaglia.